# 海伦·陶西格
海伦·布鲁克·陶西格（英語：Helen Brooke Taussig，1898年5月24日—1986年5月20日），美国女性心脏病学家，小儿心脏病学的创始人之一，為布萊洛克-托馬斯-陶西格分流術的提出者。

## 生平
陶西格出生于美国马萨诸塞州剑桥。她于1917年自剑桥女子中学（Cambridge School for Girls）毕业，此后两年在拉德克利夫学院就读。1921年获加州大学伯克利分校学士学位。之后她曾在哈佛医学院与波士顿大学学习，后前往约翰·霍普金斯大学从事心脏病研究。
在约翰·霍普金斯大学医学院期间，她开创了小儿心脏病专业，并提出了治疗法洛四联症的布莱洛克－陶西格分流术。1944年11月29日，她与同事阿尔弗雷德·布莱洛克、维维恩·托马斯首次完成了这一手术，拯救了一位11个月大的女婴的生命。1959年，她成为了约翰·霍普金斯大学医学院最早一批女性正教授之一。
1963年她从医学院退休，不过仍从事教学工作以及撰写学术论文。她还四处进行演说，包括支持堕胎合法化，以及动物在医学研究中的应用。此外她还推动立法，促使美国禁止了沙利度胺的使用。1977年起她搬往宾西法尼亚州切斯特县定居。1986年在一场车祸中去世。

## 奖项和荣誉
因为对于心脏病学的重要贡献，她曾获得过拉斯克临床医学研究奖（1954年）、总统自由勋章（1964年）等荣誉，并且还是美国心脏协会首位女性会长。